# وانغ نان
وانغ نان (بالصينية: 王楠) (Wang Nan (table tennis)) هي لاعبة أولمبية لرياضة تنس الطاولة من الصين. شاركت في الأولمبياد الصيفي في 2000–2008، وفازت بما مجموعه 5 ميداليات.

## الميداليات
| ذهب | فضة | برونز | المجموع |
| 4   | 1   | 0     | 5       |

## روابط خارجية
- وانغ نان على موقع منظمة تنس الطاولة العالمي (الإنجليزية)
- وانغ نان على موقع اللجنة الأولمبية الدولية (الإنجليزية)
- وانغ نان على موقع أوليمبيديا (الإنجليزية)
- وانغ نان على موقع اللجنة الأولمبية الصينية (الإنجليزية)